# Rosas para Verónica
Rosas para Verónica es una telenovela peruana-mexicana coproducida por Televisión Independiente de México y Panamericana Televisión, en el año 1971. Fue protagonizada por Saby Kamalich e Ignacio López Tarso.

## Reparto
- Saby Kamalich - Verónica
- Ignacio López Tarso - Ramiro
- Walter Rodríguez - Julio
- Carlos Estrada - Emilio
- Carlos Tuccio - Zarraga
- Gloria Travesí - Juliana
- Elías Rocca - Anselmin
- Araceli Márquez - Elena
- María Cristina Ribal - Fanny
- Miguel Arnáiz - Cazanelli

## Ficha Técnica
- Original: Abel Santa Cruz
- Dirección y Producción: Carlos Barrios Porras
- Productor Ejecutivo: Mario Rivera
- Escenografía: Alberto Terry
- Empresa Productora: Panamericana Producciones
- Transmisión: CANAL 8